# 鏡味国彦
鏡味 国彦（かがみ くにひこ、1938年8月 - ）は、日本の英文学・比較文学者。学位は、文学博士（立正大学・1987年）（学位論文「ジェイムズ・ジョイスと日本の文壇 -昭和初期を中心として」）。立正大学名誉教授。

## 人物・来歴
名古屋市生まれ。愛知県立昭和高等学校、国際短期大学から立正大学に編入し卒業、1964年立正大学大学院英文科修士課程修了。1968年立正大大学院博士課程単位取得満期退学。立正大助手、助教授、教授、1987年学位論文「ジェイムズ・ジョイスと日本の文壇 -昭和初期を中心として」で立正大学より文学博士の学位を取得。2003年定年退任、名誉教授。

## 著書
- 『ジェイムズ・ジョイスと日本の文壇 昭和初期を中心として』文化書房博文社 1983.5
- 『現代イギリスの実験小説家たち コンラッド,ジョイス,ウルフを中心として』文化書房博文社 1986.5
- 『十九世紀後半の英文学と近代日本』文化書房博文社 1987.5
- 『ダンテ・ゲイブリエル・ロセッティと明治期の詩人たち』文化書房博文社 1990.9
- 『古城栗原元吉の足跡  漱石・敏・啄木、及び英国を中心とした西洋の作家との関連において』文化書房博文社 1993.6
- 『英学の先駆者 平田禿木』文化書房博文社 2003.9

### 共編
- 『英米文学への誘い』齊藤昇共編 文化書房博文社 2008.7

### 翻訳
- スティーブン・クレーン『冒険物語』仁木勝治共訳 文化書房博文社 1975
- ジョゼフ・コンラッド『青春・無政府主義者』仁木勝治共訳 文化書房博文社 1976
- 『D・H・ロレンス名作集』野口肇共訳 文化書房博文社 1982.7

### 記念論集
- 『異文化への道標』鏡味國彦教授還暦記念論文集刊行委員会 大空社出版部 1998.10